# سيباستيان موريل
سيباستيان موريل (بالفرنسية: Sébastien Morel)‏ هو لاعب اتحاد الرغبي فرنسي، ولد في 21 يناير 1981 في فيشي في فرنسا.

## وصلات خارجية
- سيباستيان موريل على موقع ItsRugby.co.uk (الإنجليزية)